# Joachim Sigismund von Brandenburg

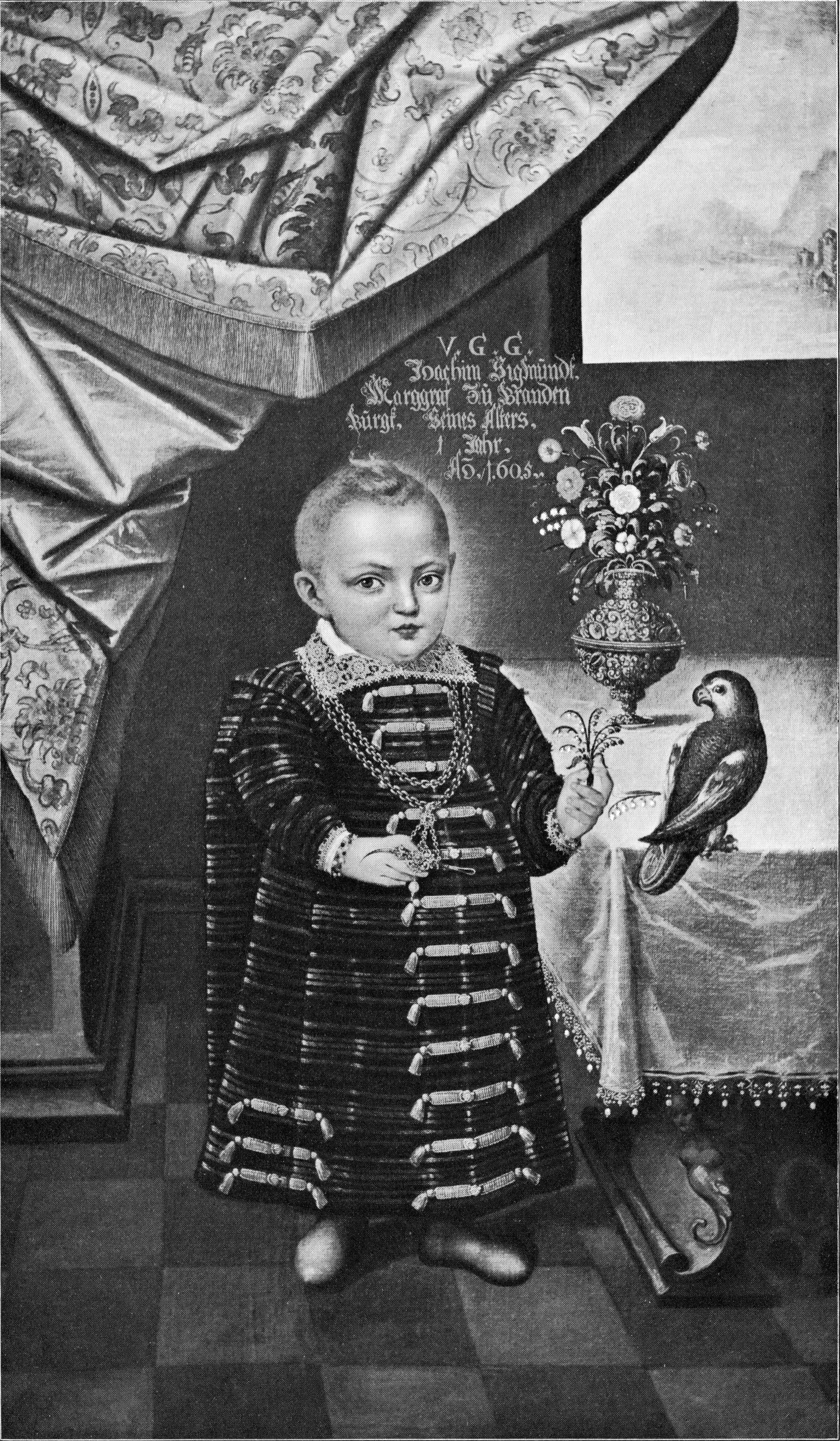
Porträt von Joachim Sigismund als Kind, Ölgemälde von Daniel Rose, 1605.

Joachim Sigismund von Brandenburg (* 25. Juli 1603 in Berlin; † 22. Februar 1625 ebenda) war ein Markgraf von Brandenburg und Herrenmeister des Johanniterordens.

## Leben
Joachim Sigismund war der zweite Sohn des Kurfürsten Johann Sigismund von Brandenburg (1572–1619) aus dessen Ehe mit Anna (1576–1625), Tochter des Herzogs Albrecht Friedrich von Preußen.
Während sein Vater den reformierten Glauben annahm, blieb seine Mutter Lutheranerin und versuchte ihren zweiten, lutherisch erzogenen Sohn, als Erbe des Herzogtums Preußen einzusetzen, welches sie dem Kurhaus Brandenburg zugebracht hatte. Doch Kurfürst Johann Sigismund verweigerte die Teilung des Landes. Noch vor seinem älteren Bruder Georg Wilhelm nahm Joachim Sigismund aber später das reformierte Bekenntnis an, während seine Mutter mit dem König von Polen um dessen Nachfolge in Preußen verhandelte, diese aber wegen des Glaubensübertrittes ihres Sohnes abbrach. Nur Joachim Sigismunds Schwestern Anna Sophia, Maria Eleonora und Katharina hielten der Mutter weiterhin die Treue und blieben Lutheranerinnen.
Joachim Sigismund gab auch die Unterstützung seiner Mutter in der gegenüber seinen älteren Bruder gerichteten Glaubenspolitik auf. Georg Wilhelm übergab ihm darauf 1624 das Amt des Herrenmeisters des Johanniterordens in der brandenburgischen Ballei Sonnenburg. Joachim Sigismund starb bereits im Jahr darauf 21-jährig und wurde in der Hohenzollerngruft des Berliner Doms bestattet. Joachim Sigismunds Präzeptor Jakob Müller wurde im Anschluss Lehrer des nachmaligen Kurfürsten Friedrich Wilhelm.